# باغ‌وحش هیوستون
باغ‌وحش هیوستون (به انگلیسی: Houston Zoo) تأسیس ۱۹۲۲، نام یکی از باغ وحش‌های معروف ایالات متحده آمریکا است و در شهر هیوستون ایالت تگزاس قرار دارد.
این باغ‌وحش حاوی ۴۵۰۰ جاندار، و در میان ۱۰ باغ‌وحش برتر آمریکا قرار دارد. باغ وحش هیوستون همه روزه از ساعت 9 صبح تا 5 بعد از ظهر باز است. باغ وحش 9 وب کم نمایشگاهی از جمله دوربین Rhino Cam ارائه می دهد

## نگارخانه

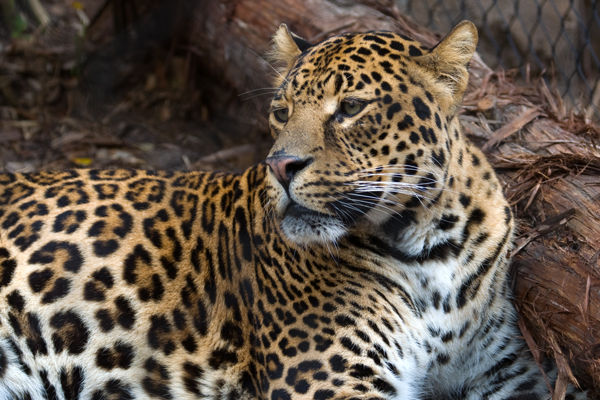
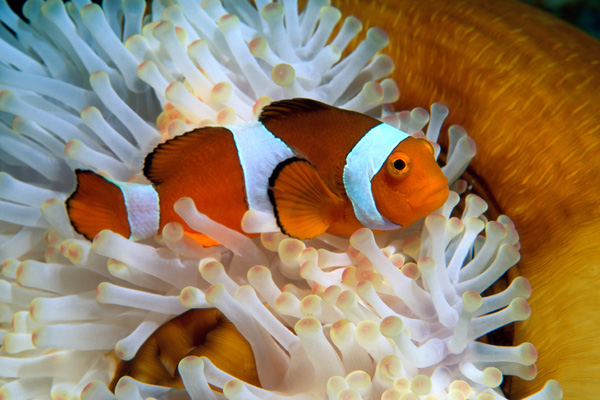
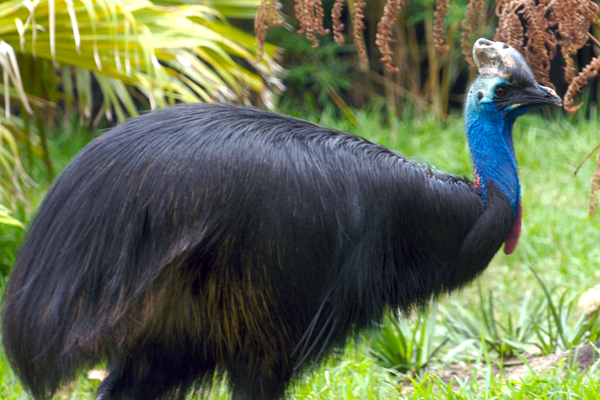
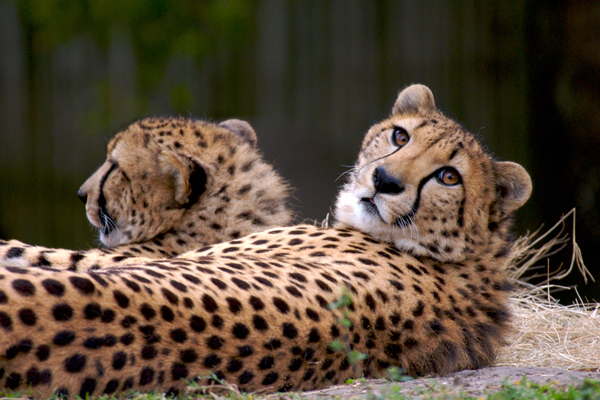
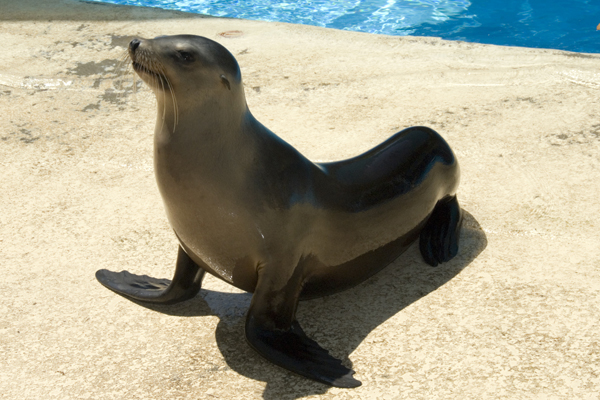
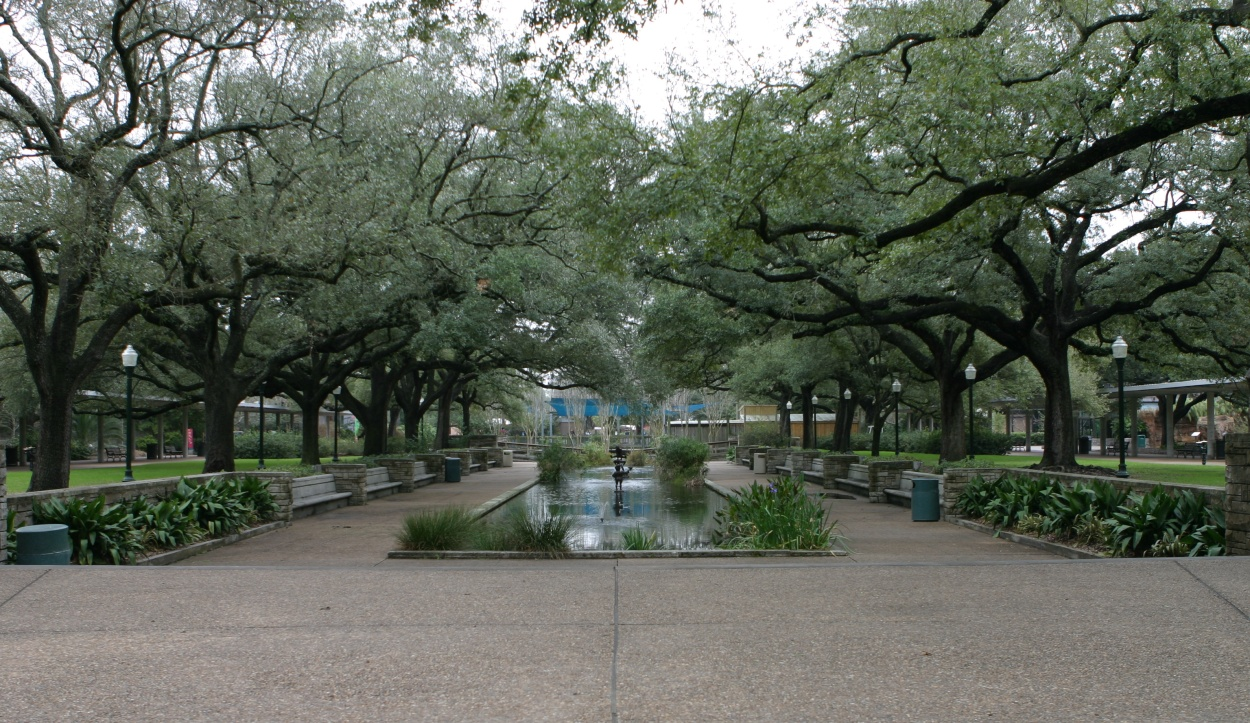